# Jaume Ripoll i Vilamajor
Jaume Ripoll i Vilamajor (Preixana, Urgell, 24 de febrer de 1775 — Santa Eugènia de Berga, Osona, 15 de novembre de 1843) va ser un eclesiàstic i erudit català.

## Biografia
Fill de Llorenç Ripoll i Elies, pagès propietari i Llúcia Vilamajor i Bosch, començà la primera formació a les Escoles Pies de Solsona. Posteriorment, estudia Filosofia i Dret a la Universitat de Cervera. Mentre cursava els estudis de lleis a Cervera començà l'anomenada Guerra Gran, a la qual s'allistà de forma voluntària i obtingué el grau d'oficial en una de les companyies del Terç de Lleida durant l'any 1795. Reintegrat a la Universitat de Cervera, es llicencià en dret civil i canònic el 1800 i es va doctorar aquell mateix any. El mateix 1800 fou nomenat canonge en substitució de la vacant deixada per la defunció de Josep de Vilallonga. El bisbe de Vic conferí al canonge Ripoll els quatre ordes menors el juny de 1800. El setembre era ordenat sotsdiaca i al desembre diaca. Finalment, el febrer de 1801 rebé l'ordenació sacerdotal.

## Arxiver
Ripoll fou arxiver del capítol, entre 1804 i 1805, en què fou nomenat secretari capitular. Entrà en contacte amb Llucià Gallissà i Costa, jesuïta exclaustrat, antic prefecte de la Biblioteca de la Universitat de Ferrara, el qual organitzava els fons de la Biblioteca Episcopal, i s'ocupà de la gestió de manuscrits i impresos.
En esclatar la Guerra del Francès, el 1808, entrà a formar part de la Junta Militar de Vic, la qual, pel seu grau d'oficial i l'experiència adquirida en la guerra anterior, el nomenà comandant primer de tota la força armada del partit. Durant les invasions franceses de la ciutat de Vic dels anys 1809 i 1810, el canonge Ripoll anà a cercar refugi a Sora, la Portella i Berga. El 1810 la seva casa de Vic fou saquejada.
1812 prengué possessió de la "Rectoria d'Aniversaris" de la Catedral de Vic, vacant per defunció del canonge Jaume Pau. Als càrrecs d'arxiver capitular i rector d'aniversaris, hi afegí durant tres mesos de l'any 1818 el de vicari general interí del bisbe Francesc Strauch, en absència de l'ardiaca i vicari general Josep Sala. El 1820 es convertí en capellà major de la catedral, i després de la mort de l'ardiaca anterior, traspassat el 1825, el canonge passà a ser el degà del Capítol.

## Historiador, acadèmic i erudit
Ripoll, a més de canonge i arxiver, fou també un historiador, acadèmic i erudit destacat. L'any 1814 edità el seu primer opuscle, «Charta ultimae voluntatis a divo Bernardo Calvonio», i l'any següent una «Noticia histórica de la villa de Bellpuig». Es relacionà amb tots els erudits de l'època. Molts d'aquests, com Jaume Villanueva i Astengo, Francesc Mirambell i Giol, Pròsper de Bofarull i Mascaró, Fèlix Torres i Amat de Palou o el monjo Roc d'Olzinelles i Miquel, arxiver del monestir de Ripoll, van cercar la seva col·laboració a través de l'Arxiu Capitular de Vic per a la seva obra historiogràfica. A proposta del frare augustinià José de la Canal, un d'aquests erudits amb els quals entrà en contacte, fou nomenat soci corresponent de la Real Academia de la Historia. El 1835, en complir els seixanta anys es jubilà. Això, li permeté poder-se dedicar més temps a la investigació històrica i passar llargues temporades a Barcelona, amb residència a la col·legiata de Santa Anna. El setembre del mateix any ingressà en qualitat d'acadèmic numerari a la Reial Acadèmia de Bones Lletres, a la qual llegà la seva col·lecció de monedes i medalles. És autor d'una sèrie d'opuscles impresos a Vic entre el 1818 i el 1838 en els quals aplegà multitud de documents, inscripcions i notes crítiques sobre temes especialment relacionats amb Vic i la seva diòcesi, formant en conjunt un volum de més de 600 pàgines. També deixà una trentena de volums manuscrits sota el nom genèric de Varios, que es conserven a la Biblioteca Episcopal de Vic, on recull notícies pròpies i d'altres investigadors. Escrivia indistintament en català, en castellà i en llatí. El 1843, el darrer any de la seva vida, el canonge Ripoll fou designat soci corresponent de la Reial Societat Econòmica d'Amics del País de València.
Cap al 1839 la salut del canonge Ripoll anà decaient. A partir 'aquest moment, anà perdent la vista, i el 1842
demanà i obtingué dispensa del rés de l'ofici diví. Unes setmanes abans de la seva mort, signà el seu testament. Les seves despulles foren traslladades al claustre de la catedral de Vic.